# Fill-in
 Fill-in  er en frase, som en musiker spiller bag en sanger eller andet instrument, hvor der er en lille pause i melodien.
| Musik | Spire Denne musikartikel er en spire som bør udbygges. Du er velkommen til at hjælpe Wikipedia ved at udvide den. |